# St. Maria im Busch (Dingelstädt)

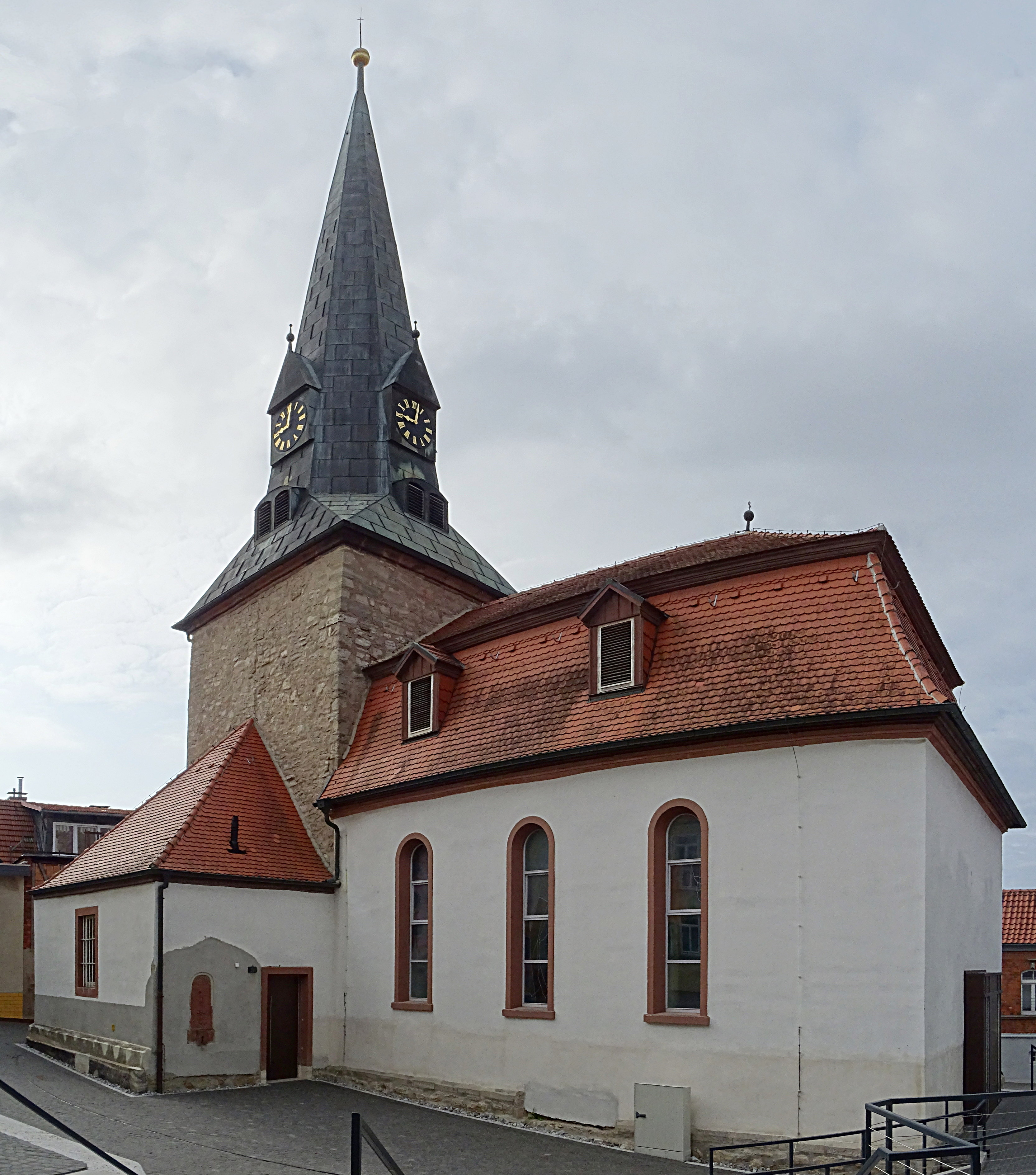
Maria im Busch

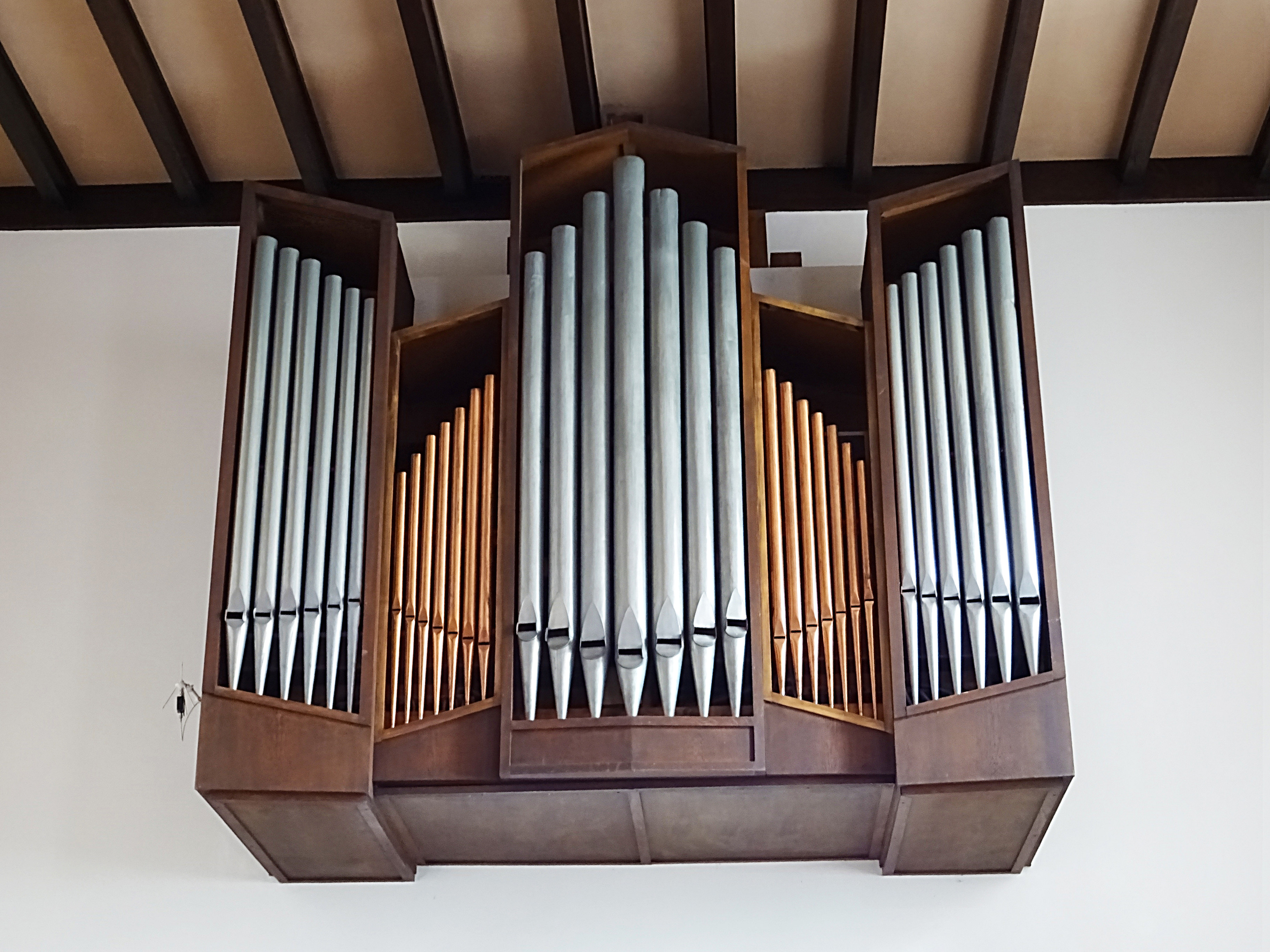
Die Orgel

Die römisch-katholische Filial- und Wallfahrtskirche St. Maria im Busch steht in Dingelstädt im thüringischen Landkreis Eichsfeld. Sie ist Filialkirche der Pfarrei St. Gertrud Dingelstädt im Dekanat Dingelstädt des Bistums Erfurt. Sie trägt das Patrozinium Mariä Geburt.

## Geschichte
Das Gotteshaus ist eines der ältesten in Dingelstädt. Die früheste urkundliche Erwähnung stammt zwar erst vom 10. Mai 1424, der im Kern romanische Baustil deutet jedoch auf ein weit höheres Alter. Die Legende führt ihre Entstehung und die Wallfahrt auf eine Marienerscheinung im Jahr 1232 zurück. Das Gnadenbild, eine Pietà aus Lindenholz, stammt allerdings aus der Mitte des 15. Jahrhunderts. Der heutige Bau entstand im Wesentlichen nach dem verheerenden Brand von Dingelstädt im Jahr 1838.
Am Vorabend von Mariä Geburt, dem 8. September, und am Sonntag danach kommen bis heute Pilger aus der Region in großer Zahl zur Schmerzhaften Muttergottes von Dingelstädt. Am Ostermontag umrunden die Kindergartenkinder des Ortes die Kirche mit geschmückten Steckenpferden, ein Brauch, der auf die Verschonung der Kirche im Dreißigjährigen Krieg zurückgehen soll.
Ihren populären Namen erhielt die Kirche von dem einst mit Büschen bewachsenen Abhang, an dem sie steht. Heute wird sie meist Marienkirche oder kleine Kirche genannt.